# Leif Svanström
Leif Svanström, född 30 oktober 1943, död 29 januari 2023, var en svensk läkare och specialist i socialmedicin.
Svanström var professor i socialmedicin vid Karolinska institutet i Stockholm. Han var prefekt för Institutionen för Folkhälsovetenskap vid Karolinska Institutet och tidigare ledare av forskargruppen i skadeprevention och säkerhetsfrämjande arbete. Svanström ägnade sig åt policyutveckling och beskrivs som grundaren av Safe Community-rörelsen. Han ledde International Safe Community Certifying Centre - en NGO för skadeprevention och certifiering av kommuner på global nivå.
Leif Svanström organiserade den första världskonferensen i olycksfall och skadeprevention i Stockholm 1989 och var sedan dess medlem i Internationella organisationskommittén för de följande nio konferenserna. 
Leif Svanström blev nominerad till Nobels fredspris år 2015.
Leif Svanström var gästprofessor vid Shandung University, Jinan, Kina och vid Ajou University, Suwon, Sydkorea och blev nominerad till samma funktion vid universitetet i Skopje, Makedonien. Svanström var författare till närmare 1 200 artiklar och många läroböcker i socialmedicin, epidemiologi och säkerhetsfrämjande arbete.